# Baker (Familienname)
Baker ist ein Familienname.

## Herkunft und Bedeutung
Baker ist die englische Bezeichnung für Bäcker und ein im englischsprachigen Raum häufig vorkommender Name.

## Namensträger

### A
- Aidan Baker (* 1974), kanadischer Musiker und Autor

- Alan Baker (Mathematiker) (1939–2018), britischer Mathematiker
- Alan Baker (Fußballspieler) (* 1944), englischer Fußballspieler
- Alan Baker (Diplomat) (* 1947), israelischer Jurist und Diplomat
- Alan R. H. Baker (* 1938), britischer Geograph
- Alice Baker, Szenenbildnerin
- Alison Baker (1921–2014), australische Tennisspielerin
- Allan J. Baker (1943–2014), Ornithologe
- Alpheus Baker (1828–1891), amerikanischer Brigadegeneral
- Andrew C. Baker (* 1971), britischer Meeresbiologe
- Andrew J. Baker, US-amerikanischer Astrophysiker
- Andrew M. Baker (* 19??), australischer Zoologe
- Andrew William Baker (* 1965), am High Court of Justice
- Anita Baker (* 1958), US-amerikanische Jazz-Sängerin
- Annie Baker (* 1981), US-amerikanische Dramatikern
- Art Baker (1898–1966), US-amerikanischer Schauspieler sowie Radio- und Fernsehmoderator
- Arthur Baker (* 1955), US-amerikanischer DJ und Produzent
- Artie Baker († 2004), US-amerikanischer Jazzmusiker
- Ashley Baker (* 1990), englische Fußballtorhüterin
- Augustine Baker (1575–1641), englischer Theologe

### B
- Bastian Baker (* 1991), Schweizer Singer-Songwriter und Gitarrist
- Beatrice May Baker (1876–1973), englisch-britische Schuldirektorin und Internationalistin
- Berniece Baker Miracle (1919–2014), US-amerikanische Schriftstellerin und Schwester von Marilyn Monroe
- Becky Ann Baker (* 1953), US-amerikanische Schauspielerin
- Benjamin Baker (Ingenieur) (1840–1907), englischer Bauingenieur
- Benjamin Baker (Leichtathlet) (* 1983), australischer Werfer
- Benjamin Franklin Baker (1811–1889), US-amerikanischer Komponist
- Benjamin Howard Baker (1892–1987), britischer Leichtathlet und Fußballspieler
- Betsy Baker (* 1955), US-amerikanisches Schauspielerin und Sängerin
- Beverly Baker (1930–2014), US-amerikanische Tennisspielerin
- Bevyn Baker (* 1937), australischer Weitspringer
- Bill Baker (Baseballspieler) (1911–2006), US-amerikanischer Baseballspieler
- Bill Baker (Eishockeyspieler) (* 1956), US-amerikanischer Eishockeyspieler
- Bob Baker (Schauspieler) (1910–1975), US-amerikanischer Schauspieler und Countrysänger
- Bob Baker (Boxer) (1926–2002), US-amerikanischer Boxer
- Bob Baker (Drehbuchautor) (1939–2021), britischer Drehbuchautor
- Blanche Baker (* 1956), US-amerikanische Schauspielerin
- Brian Baker (Musiker) (* 1965), US-amerikanischer Musiker
- Brian Baker (Leichtathlet) (* 1970), US-amerikanischer Langstreckenläufer
- Brian Baker (Tennisspieler) (* 1985), US-amerikanischer Tennisspieler
- Buck Baker (1919–2002), US-amerikanischer Automobilrennfahrer
- Budda Baker (Bishard Baker; * 1996), US-amerikanischer American-Football-Spieler
- Buddy Baker (Komponist) (Norman Dale Baker; 1918–2002), US-amerikanischer Komponist
- Buddy Baker (Posaunist) (Edwin D. Baker; * 1932), US-amerikanischer Posaunist
- Buddy Baker (Rennfahrer) (Elzie Wylie Baker; 1941–2015), US-amerikanischer Automobilrennfahrer

### C
- Caleb Baker (1762–1849), US-amerikanischer Politiker
- Carlos Baker (1909–1987), amerikanischer Literaturkritiker
- Carroll Baker (Schauspielerin) (* 1931), US-amerikanische Schauspielerin
- Carroll Baker (Sängerin) (* 1949), kanadische Sängerin
- Carroll Brandon Baker, US-amerikanischer Schauspieler
- Charles Baker, Deckname von David Lewis (Heiliger) (1617–1679), englischer römisch-katholischer Priester und Märtyrer
- Charles Baker (Fußballspieler) (1870–1940), englischer Fußballspieler
- Charles Baker (Politiker), US-amerikanischer Politiker (Sozialistische Partei Amerikas)
- Charles Baker (Schauspieler) (* 1971), US-amerikanischer Schauspieler
- Charles Arnold-Baker (geb. Wolfgang Charles Werner von Blumenthal; 1918–2009), britischer Historiker
- Charles Duane Baker, bekannt als Charlie Baker (* 1956), US-amerikanischer Politiker
- Charles Fuller Baker (1872–1927), britischer Insektenkundler und Botaniker
- Charles Henry Baker (* 1955), haitianischer Industrieller
- Charles S. Baker (1839–1902), US-amerikanischer Politiker
- Charlie Baker (* 1956), US-amerikanischer Politiker
- Chet Baker (1929–1988), US-amerikanischer Jazzmusiker
- Chris Baker (Autor) (* 1948), britischer Autor
- Chris Baker (Schachspieler) (* 1958), englischer Schachspieler
- Chris Baker (Drehbuchautor), britischer Drehbuchautor
- Chris Baker (Fußballspieler) (* 1985), kanadischer Fußballspieler
- Chris Baker (Footballspieler) (* 1987), US-amerikanischer Footballspieler
- Chris Baker (Leichtathlet) (* 1991), britischer Hochspringer
- Claire Brennan-Baker (* 1971), schottische Politikerin
- Clive Baker (Fußballspieler, 1932) (1932–2010), englischer Fußballspieler und -trainer
- Clive Baker (Rennfahrer) (* 1942), britischer Automobilrennfahrer
- Clive Baker (Fußballspieler, 1959) (* 1959), englischer Fußballspieler
- Clyde N. Baker (1930–2022), US-amerikanischer Bauingenieur
- Colin Baker (* 1943), englischer Schauspieler
- Colin Baker (Fußballspieler) (1934–2021), walisischer Fußballspieler
- Conrad Baker (1817–1885), US-amerikanischer Politiker

### D
- David Baker (Musiker) (1931–2016), US-amerikanischer Jazzmusiker
- David Baker (Komponist), US-amerikanischer Pianist und Broadwaykomponist
- David Baker, US-amerikanischer Sänger, Mitbegründer von Mercury Rev
- David Baker (Biochemiker) (* 1962), US-amerikanischer Biochemiker
- David Baker (Radsportler) (* 1965), britischer Mountainbikefahrer
- David Baker (Pokerspieler, 1972) (Original David Baker; * 1972), US-amerikanischer Pokerspieler
- David Baker (Schauspieler), Schauspieler
- David Baker (Snookerspieler), britischer Snookerspieler
- David Baker (Pokerspieler, 1986) (Bakes; * 1986), US-amerikanischer Pokerspieler
- David Baker-Gabb, neuseeländischer Ornithologe
- David Aaron Baker (* 1963), US-amerikanischer Schauspieler
- David J. Baker (1792–1869), US-amerikanischer Jurist und Politiker
- Dean Baker (* 1958), US-amerikanischer Wirtschaftswissenschaftler und Publizist
- Dee Bradley Baker (* 1962), US-amerikanischer Synchronsprecher
- Denys Val Baker (1917–1984), britischer Schriftsteller
- Diane Baker (* 1938), US-amerikanische Schauspielerin
- Dorothy Baker (1907–1968), US-amerikanische Schriftstellerin
- Douglas Baker (* 1929), englischer Rugby-Union-Spieler
- Duck Baker (* 1949), US-amerikanischer Musiker
- Dylan Baker (* 1959), US-amerikanischer Schauspieler

### E
- Eddie Baker (Schauspieler) (1897–1968), US-amerikanischer Schauspieler
- Eddie Baker (Musiker) (1927–2018), US-amerikanischer Jazzmusiker
- Edmund Gilbert Baker (1864–1949), britischer Botaniker und Pharmazeut
- Edward Charles Stuart Baker (1864–1944), britischer Vogelkundler
- Edward Dickinson Baker (1811–1861), US-amerikanischer Politiker
- Edward Norman Baker (1857–1913), britischer Kolonialbeamter
- Edythe Baker (1899–1971), US-amerikanische Pianistin und Tänzerin
- Ekaterina Baker, kanadische Schauspielerin und Filmproduzentin
- Ella Baker (1903–1986), US-amerikanische Bürgerrechtlerin
- Ellen S. Baker (* 1953), US-amerikanische Astronautin
- Ellie Baker (* 1998), britische Mittelstreckenläuferin
- Else Baker (* 1935), deutsche Überlebende und Zeitzeugin des Porajmos
- Elsie Baker (1886–1958), US-amerikanische Sängerin (Alt) und Rezitatorin
- Eric Baker (1920–1976), englischer Menschenrechtsaktivist
- Erin Baker (* 1961), neuseeländische Triathletin
- Ernest Hamlin Baker (1889–1975), US-amerikanischer Illustrator
- Erwin George Baker (Cannon Ball Baker; 1882–1960), US-amerikanischer Motorrad- und Automobilrennfahrer
- Etta Baker (1913–2006), US-amerikanische Bluesmusikerin
- Ezra Baker (um 1765–nach 1818), US-amerikanischer Politiker
- Ezra R. Baker (1913–1990), US-amerikanischer Filmproduzent, Filmregisseur und Filmschauspieler

### F
- Florence Baker (1841–1916), britische Afrikaforscherin
- Frances Ellen Baker (1902–1995), US-amerikanische Mathematikerin und Hochschullehrerin
- Frank Baker (Mediziner) (1841–1918), US-amerikanischer Mediziner und Hochschullehrer
- Frank Baker (Baseballspieler) (1886–1963), US-amerikanischer Baseballspieler
- Frank Baker (Schauspieler) (1892–1980), australischer Schauspieler
- Frank Baker (Schriftsteller) (1908–1982), britischer Schriftsteller, Drehbuchautor, Schauspieler und Musiker
- Frank Baker (Fußballspieler) (1918–1989), englischer Fußballspieler
- Frank Collins Baker (1867–1942), US-amerikanischer Malakologe und Ökologe
- Fred Baker (Filmemacher) (1932–2011), US-amerikanischer Filmemacher, Schauspieler und Jazzmusiker
- Fred Baker (DJ) (Frédéric de Backer; * 1972), belgischer DJ und Produzent
- Fred T. Baker (* 1960), britischer Bassist und Gitarrist
- Frederick Baker (1965–2020), österreichisch-britischer Filmregisseur
- Friend Baker (1890–1988), US-amerikanischer Kameramann

### G
- Gary Baker (* 1952), US-amerikanischer Produzent und Songwriter
- Geoffrey Baker (Musikwissenschaftler) (Geoffrey John Baker; * 1970), britischer Musikwissenschaftler
- Geoffrey Harding Baker (1912–1980), britischer Feldmarschall
- Geoffrey Howard Baker (* 1931), britischer Kunsthistoriker
- Geoffrey Hunter Baker (1916–1999), britischer Diplomat
- George Baker, 1. Baronet (1722–1809), britischer Mediziner
- George Baker, Geburtsname von Father Divine (um 1880–1965), US-amerikanischer religiöser Führer
- George Baker (Sänger) (1885–1976), britischer Sänger
- George Baker (Schauspieler) (1931–2011), britischer Schauspieler
- George Baker (Fußballspieler) (1936–2024), walisischer Fußballspieler
- George Baker (* 1944), niederländischer Sänger und Komponist, siehe George Baker Selection
- George Augustus Baker sr. (1760–1847), amerikanischer Miniatur- und Porträtmaler
- George Augustus Baker jr. (1821–1880), US-amerikanischer Porträtmaler
- George C. Baker (* 1951), US-amerikanischer Musiker und Mediziner
- George Pierce Baker (Theaterwissenschaftler) (1866–1935), US-amerikanischer Literaturwissenschaftler und Theaterlehrer
- George Pierce Baker (Ökonom) (1903–1995), US-amerikanischer Ökonom und Hochschullehrer
- George W. Baker (1917–1996), britischer Diplomat
- Georgia Baker (* 1994), australische Radsportlerin
- Gerry Baker (1938–2013), US-amerikanisch-schottischer Fußballspieler
- Gilbert Baker (Bischof) (John Gilbert Hindley Baker; um 1910–1986), britischer Geistlicher, Bischof von Hong Kong und Macau
- Gilbert Baker (Künstler) (1951–2017), US-amerikanischer Künstler und LGBT-Aktivist
- Gilbert Baker (Politiker) (Gilbert R. Baker; * 1956), US-amerikanischer Politiker
- Ginger Baker (1939–2019), britischer Schlagzeuger
- Gladys Elizabeth Baker (1908–2007), amerikanische Mykologin
- Gladys Pearl Baker (1902–1984), US-amerikanische Filmeditorin, Mutter von Marilyn Monroe und Berniece Baker Miracle

### H
- Harold Baker (Shorty Baker; 1914–1966), US-amerikanischer Trompeter
- Harold Baker (Richter) (1929–2023), US-amerikanischer Richter
- Helen Baker (Ornithologin) (* 1944), britische Ornithologin
- Helen Baker (Tennisspielerin), US-amerikanische Tennisspielerin
- Helen Baker (Autorin) (* 1948), englische Autorin
- Henry Baker (Universalgelehrter) (1698–1774), englischer Universalgelehrter
- Henry Frederick Baker (1866–1956), britischer Mathematiker
- Henry G. Baker (* 1912), britischer Informatiker
- Henry Moore Baker (1841–1912), US-amerikanischer Politiker
- Henry Williams Baker (1821–1877), anglikanischer Geistlicher
- Herbert Baker (1862–1946), britischer Architekt
- Herbert Baker (Drehbuchautor) (1920–1983), US-amerikanischer Drehbuchautor
- Herbert Brereton Baker (1862–1935), britischer Chemiker
- Herbert F. Baker (1862–1930), US-amerikanischer Politiker, Abgeordneter in Michigan
- Herbert G. Baker (1920–2001), britisch-US-amerikanischer Botaniker
- Herbert L. Baker (1859–1919), US-amerikanischer Politiker, Abgeordneter in Massachusetts
- Hinemoana Baker (* 1968), neuseeländische Lyrikerin und Singer-Songwriterin
- Hobey Baker (1892–1918), US-amerikanischer Eishockeyspieler
- Horace Burrington Baker (1889–1971), US-amerikanischer Zoologe
- Houston A. Baker (* 1943), amerikanischer Literaturkritiker
- Howard Baker (Politiker) (1925–2014), US-amerikanischer Politiker
- Howard Baker (Regisseur) (1931–1993), englischer Regisseur
- Howard Henry Baker senior (1902–1964), US-amerikanischer Politiker

### I
- Ian Baker (* 1947), australischer Kameramann
- Ian Baker-Finch (* 1960), australischer Golfer
- Irene Baker (1901–1994), US-amerikanische Politikerin
- Irvine Noel Baker (1932–2001), australisch-britischer Mathematiker
- Isaac Baker (1875–1961), englischer Fußballschiedsrichter
- Isaac Baker Brown (1811–1873), britischer Gynäkologe

### J
- J. Thompson Baker (1847–1919), US-amerikanischer Politiker
- Jack Baker (1947–1994), US-amerikanischer Schauspieler
- James Baker (* 1930), US-amerikanischer Politiker
- James Baker, eigentlicher Name von Blocboy JB (* 1996), US-amerikanischer Rapper und Songwriter
- James G. Baker (1914–2005), US-amerikanischer Astronom und Kameraentwickler
- James H. Baker (1829–1913), US-amerikanischer Politiker
- James M. Baker (* 1942), US-amerikanischer Politiker
- James McNair Baker (1821–1892), US-amerikanischer Jurist und Politiker
- James Robert Baker (1946–1997), US-amerikanischer Drehbuchautor
- Jamie Baker (Eishockeyspieler) (* 1966), kanadischer Eishockeyspieler und Radiokommentator
- Jamie Baker (Tennisspieler) (* 1986), schottischer Tennisspieler
- Janet Baker (* 1933), englische Sängerin (Mezzosopran)
- Jean-Claude Baker (1943–2015), französisch-amerikanischer Gastronom
- Jean-Luc Baker (* 1993), US-amerikanischer Eiskunstläufer
- Jeff Baker (* 1981), deutscher Baseballspieler
- Jeffrey J. W. Baker (* 1931), US-amerikanischer Biologe
- Jehu Baker (1822–1903), US-amerikanischer Politiker
- Jerome Baker (* 1996), US-amerikanischer American-Football-Spieler
- Jim Baker (Fußballspieler) (James William Baker; 1891–1966), englischer Fußballspieler
- Jim Baker (Schauspieler, 1941) (* 1941), US-amerikanischer Schauspieler
- Jim Baker (Musiker) (* 1950), US-amerikanischer Musiker
- Jim Baker (Schauspieler, 1966) (* 1966), britischer Schauspieler
- Jim Baker (Politiker), kanadischer Politiker
- Jimmy Baker (Fußballspieler, 1897) (James Seymour Baker; 1897–1975), englischer Fußballspieler
- Jimmy Baker (Fußballspieler, 1904) (James Edward Baker; 1904–1979), walisischer Fußballspieler
- Joann Baker (* 1960), kanadische Schwimmerin
- Joby Baker (* 1934), kanadischer Schauspieler
- Joe Baker (1940–2003), englischer Fußballspieler und -trainer
- Joe Don Baker (1936–2025), US-amerikanischer Schauspieler
- John Baker (Politiker, 1488) (1488–1558), britischer Politiker
- John Baker (Zahnmediziner) († 1796), US-amerikanischer Zahnmediziner
- John Baker (Politiker, 1769) (1769–1823), US-amerikanischer Politiker (Virginia)
- John Baker (Politiker, 1813) (1813–1872), australischer Politiker
- John Baker (Politiker, 1828) (1828–1908), britischer Politiker
- John Baker (Politiker, 1867) (1867–1939), britischer Politiker
- John Baker (Offizier) (1897–1978), britischer Luftwaffenoffizier
- John Baker (Biologe) (1900–1984), britischer Biologe
- John Baker (Ingenieur) (1901–1985), britischer Bauingenieur und Hochschullehrer
- John Baker (Schauspieler) (1917–2002), britischer Schauspieler
- John Baker (Bischof) (1928–2014), britischer Theologe, Bischof von Salisbury
- John Baker (Schriftsteller) (* 1942), britischer Schriftsteller
- John Baker (Rennfahrer) (* 1950), US-amerikanischer Automobilrennfahrer
- John Baker (Wasserspringer) (* 1951), britischer Wasserspringer
- John Baker (Fußballspieler), ghanaischer Fußballspieler
- John Gilbert Baker (1834–1920), britischer Botaniker
- John Harris Baker (1832–1915), US-amerikanischer Politiker
- John Horton Baker (1907–1957), britischer Autorennfahrer
- Jonathan Baker (Rennfahrer) (* 1959), britischer Rennfahrer
- Jonathan Baker (Produzent) (* 1962), US-amerikanischer Filmproduzent
- Jonathan Baker (Bischof) (* 1966), britischer Geistlicher, Bischof von Fulham
- Joseph T. Baker (1932–2018), australischer Meeresbiologe und Rugbyspieler
- Josephine Baker (1906–1975), US-amerikanisch-französische Sängerin, Tänzerin und Schauspielerin sowie Widerstandskämpferin und Bürgerrechtsaktivistin
- Joshua Baker (1799–1885), US-amerikanischer Politiker
- Judith Baker (1938–2014), US-amerikanisch-kanadische Philosophin
- Julien Baker (* 1995), US-amerikanische Indie-Rock-Musikerin
- Julius Baker (1915–2003), US-amerikanischer Flötist

### K
- Kage Baker (1952–2010), US-amerikanische Schriftstellerin
- Kathleen Baker (* 1997), US-amerikanische Schwimmerin
- Kathleen Mary Drew-Baker (1901–1957), britische Algologin
- Kathy Baker (* 1950), US-amerikanische Schauspielerin
- Kathy Baker, Geburtsname von Kathy Guadagnino (* 1961), US-amerikanische Golfspielerin
- Keith Baker (Schriftsteller) (* 1945), irischer Journalist und Schriftsteller
- Keith Baker (Schlagzeuger) (* 1948), britischer Schlagzeuger
- Keith Baker (Fußballspieler) (1956–2013), englischer Fußballspieler
- Keith Baker (Spieleautor) (* 1969), US-amerikanischer Spieleautor
- Kenneth Baker, Baron Baker of Dorking (* 1934), britischer Politiker
- Kenneth Frank Baker (1908–1996), US-amerikanischer Pflanzenpathologe
- Kenny Baker (Entertainer) (1912–1985), amerikanischer Sänger und Schauspieler
- Kenny Baker (Jazzmusiker) (1921–1999), britischer Jazzmusiker
- Kenny Baker (Countrymusiker) (1926–2011), amerikanischer Countrymusiker
- Kenny Baker (Schauspieler) (Kenneth George Baker; 1934–2016), britischer Schauspieler
- Keshia Baker (* 1988), US-amerikanische Sprinterin
- Kitana Baker (* 1977), US-amerikanische Schauspielerin und Model
- Kristin Baker (* 1975), US-amerikanische Malerin
- Kyle Baker (* 1965), US-amerikanischer Cartoonist

### L
- Lafayette C. Baker (1826–1868), US-amerikanischer Spion
- LaMar Baker (1915–2003), US-amerikanischer Politiker
- Laurence Simmons Baker (1830–1907), amerikanischer Brigadegeneral
- Laurie Baker (Architekt) (Laurence Wilfred Baker; 1917–2007), britisch-indischer Architekt
- Laurie Baker (Eishockeyspielerin) (* 1976), US-amerikanische Eishockeyspielerin und -trainerin
- Lawrence Baker (1890–1980), US-amerikanischer Tennisspieler
- LaVern Baker (1929–1997), US-amerikanische Sängerin
- Leigh-Allyn Baker (* 1972), US-amerikanische Schauspielerin
- Lena Baker (1900–1945), US-amerikanisches Justizopfer
- Lennie Baker (1918–2008), britischer Eishockeyspieler
- Lenny Baker (1945–1982), US-amerikanischer Schauspieler
- Leo Baker (* 1991), US-amerikanischer professioneller Skater
- Leslie David Baker (* 1958), US-amerikanischer Schauspieler
- Lewis Baker (* 1995), englischer Fußballspieler
- Lorraine Baker (* 1964), britische Leichtathletin
- Louisa Alice Baker (1856–1926), britisch-neuseeländische Journalistin und Autorin
- Lucien Baker (1846–1907), US-amerikanischer Politiker
- Lucy Baker (* 1955), US-amerikanische Malerin
- Lynne Rudder Baker (1944–2017), US-amerikanische Philosophin

### M
- Malcolm Baker (* 1969), US-amerikanischer Ruderer
- Malia Baker (* 2006), kanadische Schauspielerin
- Marcus Baker (1849–1903), US-amerikanischer Kartograf
- Marie Baker (* 1954), irische Juristin
- Mark Baker (Schauspieler, 1910) (Mark George Bakarian; 1910–1972), US-amerikanischer Schauspieler
- Mark Baker (Schauspieler, 1946) (* 1946), US-amerikanischer Schauspieler
- Mark Baker (Schauspieler, III), Schauspieler
- Mark Baker (Trickfilmer) (* 1959), britischer Zeichentrickfilmer
- Mark C. Baker (* 1959), US-amerikanischer Linguist und Hochschullehrer
- Mark Linn-Baker (* 1954), US-amerikanischer Schauspieler und Regisseur
- Martin Baker (* 1967), englischer Organist, Komponist und Dirigent
- Mary Baker (1791–1865), englische Hochstaplerin, siehe Carabu
- Mary Baker Eddy (1821–1910), US-amerikanische Autorin und Religionsgründerin
- Mary Francis Baker (1876–1941), US-amerikanische Botanikerin
- Mashu Baker (* 1994), japanischer Judoka
- Mathew Baker (1530–1613), englischer Mathematiker
- Michael Baker (Mediziner, 1943) (Michael Allen Baker; * 1943), kanadischer Hämatologe
- Michael Baker (Filmproduzent, 1953) (* 1953), US-amerikanischer Filmproduzent und Drehbuchautor
- Michael Baker (Musiker) (1957/1958–2023), US-amerikanischer Schlagzeuger, Komponist und Produzent
- Michael Baker (Filmproduzent, II),  Filmproduzent
- Michael Baker (Filmproduzent, III),  Filmproduzent
- Michael Baker (Arbeitswissenschaftler),  Arbeitswissenschaftler
- Michael Baker (Dartspieler) (Mick Baker; * 1974), englischer Dartspieler
- Michael Baker (Mediziner, II), neuseeländischer Epidemiologe und Gesundheitspolitiker
- Michael Baker (Radsportler) (* 1992), australischer Radsportler
- Michael Baker-Harber (1945–2022), britischer Segler
- Michael A. Baker (* 1953), US-amerikanischer Astronaut
- Michael Brendan Baker,  Filmwissenschaftler
- Michael Conway Baker (* 1937), kanadischer Komponist und Musikpädagoge
- Michael John Baker (* 1935), britischer Wirtschaftswissenschaftler
- Mickey Baker (1925–2012), US-amerikanischer Sänger
- Mike Baker (1963–2008), US-amerikanischer Sänger
- Mishell Baker (* 1976), US-amerikanische Fantasy-Autorin
- Mitchell Baker (* 1959), US-amerikanische Managerin
- Mona Baker (* 1953), ägyptisch-britische Übersetzungswissenschaftlerin

### N
- Nathan Baker (* 1991), englischer Fußballspieler
- Nathaniel B. Baker (1818–1876), US-amerikanischer Politiker
- Neal T. Baker (1924–2008), US-amerikanischer Unternehmer
- Newman Taylor Baker (* 1943), US-amerikanischer Jazzmusiker
- Newton Diehl Baker junior (1871–1937), US-amerikanischer Politiker
- Nicholas Baker (* 1957), Radsportler der Cayman Islands
- Nicholson Baker (* 1957), US-amerikanischer Schriftsteller
- Nick Baker (* 1972), englischer Naturalist und Fernsehmoderator
- Nick Robinson-Baker (* 1987), britischer Wasserspringer
- Norma Jeane Baker, Geburtsname von Marilyn Monroe (1926–1962), US-amerikanische Schauspielerin
- Norman Baker (Politiker) (* 1957), britischer Politiker
- Norman Baker (Architekt) (1885–1968), US-amerikanischer Architekt
- Norman Baker (Forscher) (1929–2017), US-amerikanischer Forscher, Navigator auf Ra, Ra II und Tigris
- Norman G. Baker (1882–1958), US-amerikanischer Wunderheiler, Radiomoderator, Erfinder und Politiker

### O
- Olivia Baker (* 1979), neuseeländische Gewichtheberin
- Orville D. Baker (1847–1908), US-amerikanischer Anwalt und Politiker
- Osmyn Baker (1800–1875), US-amerikanischer Politiker
- Oswald Baker (1915–2004), britischer Priester
- Ox Baker (1934–2014), US-amerikanischer Wrestler

### P
- Peter Baker (Politiker, 1887) (1887–1973), kanadischer Politiker
- Peter Baker (Politiker, 1921) (1921–1966), britischer Politiker
- Peter Baker (Schriftsteller) (Peter Gorton Baker; * 1926), Schriftsteller und Journalist
- Peter Baker (Fußballspieler, 1931) (1931–2016), englischer Fußballspieler und -trainer
- Peter Baker (Fußballspieler, 1934) (* 1934), englischer Fußballspieler
- Peter Baker (Geologe) (1937–2008), britischer Vulkanologe
- Peter Baker (Anglist) (* 1955), US-amerikanischer Anglist
- Peter Baker (Golfspieler) (* 1967), englischer Golfspieler
- Peter Baker (Journalist) (* 1967), US-amerikanischer Journalist
- Peter Edward Baker, eigentlicher Name von Ginger Baker (1939–2019), britischer Schlagzeuger
- Phil Baker (Ruderer) (* 1975), britischer Ruderer
- Phil Baker (Schauspieler) (1896–1963), US-amerikanischer Schauspieler, Komiker, Radiomoderator und Songwriter
- Philip Baker (Schachspieler) (* 1880 oder 1881; † 1932), irischer Schachspieler
- Philip Baker Hall (1931–2022), US-amerikanischer Schauspieler
- Philip Noel-Baker (1889–1982), britischer Leichtathlet und Politiker
- Philippa Baker (* 1963), neuseeländische Ruderin
- Priscilla Baker  südafrikanische Chemikerin und Hochschullehrerin

### R
- Ralph Baker (Footballspieler) (* 1942), American-Football-Spieler
- Ralph Baker (General) (* 1960), US-amerikanischer General
- R. Ralph Baker (1924–1994), US-amerikanischer Biologe
- Ray Stannard Baker (1870–1946), US-amerikanischer Journalist und Schriftsteller
- Reed Baker-Whiting (* 2005), US-amerikanischer Fußballspieler
- Reginald Baker (1884–1953), australischer Sportler und Schauspieler
- Renée Baker (* 1957), US-amerikanische Musikerin und Komponistin

- Richard Baker (Politiker, I), englischer Politiker
- Richard Baker (Autor, 1568) (1568–1645), englischer Autor und Chronist
- Richard Baker (Theologe) (1741–1818), englischer Theologe
- Richard Baker (Politiker, 1830) (1830–1915), australischer Politiker
- Richard Baker (Journalist) (1925–2018), britischer Journalist, Nachrichtensprecher und Produzent
- Richard Baker (Unternehmer) (* 1965), US-amerikanischer Unternehmer
- Richard Baker (Komponist) (* 1972), britischer Komponist und Dirigent
- Richard Baker (Politiker, 1974) (* 1974), schottischer Politiker
- Richard A. Baker, US-amerikanischer Botaniker
- Richard Allan Baker (* 1940), US-amerikanischer Historiker
- Richard Chaffey Baker (1842–1911), australischer Politiker
- Richard Colson Baker (* 1990), US-amerikanischer Rapper, siehe Machine Gun Kelly (Musiker)
- Richard Baker (Zen-Lehrer) (* 1936), US-amerikanischer Zen-Meister
- Richard H. Baker (* 1948), US-amerikanischer Politiker
- Richard Thomas Baker (1854–1941), australischer Botaniker
- Richard Baker Wingfield-Baker (1801–1880), britischer Politiker
- Richard Royal Baker (* 1949), US-amerikanischer Fingerstyle-Gitarrist, siehe Duck Baker
- Richard Baker (Autor, o. D.), US-amerikanischer Autor und Spieledesigner
- Rick Baker (* 1950), US-amerikanischer Maskenbildner
- Robert Baker (Politiker) (1862–1943), US-amerikanischer Politiker
- Robert Baker (Eishockeyspieler) (1926–1994), US-amerikanischer Eishockeyspieler
- Robert Baker (Schauspieler, 1940) (1940–1993), US-amerikanischer Schauspieler
- Robert Baker (Schauspieler, 1979) (* 1979), US-amerikanischer Schauspieler
- Robert Barney Baker (1930–1995), US-amerikanischer Mafioso
- Robert C. Baker (1921–2006), US-amerikanischer Ernährungswissenschaftler
- Robert J. Baker (Robert James Baker; 1942–2018), US-amerikanischer Zoologe
- Robert Joseph Baker (* 1944), US-amerikanischer Geistlicher, Bischof von Birmingham
- Robert S. Baker (1916–2009), englischer Filmregisseur
- Roger Baker (* 1946), US-amerikanischer Handballspieler
- Rollin H. Baker (1916–2007), US-amerikanischer Zoologe
- Ronnie Baker (Basketballspieler) (* 1969), englischer Basketballspieler
- Ronnie Baker (Leichtathlet) (* 1993), US-amerikanischer Leichtathlet
- Rosalind Baker (* 1941), australische Autorin und Herausgeberin
- Roy Baker (Tontechniker) (1927–2011), britischer Tontechniker und Tongestalter
- Roy Baker (Rennfahrer) (1936–2002), britischer Automobilrennfahrer und Rennstallbesitzer
- Roy Thomas Baker (1946–2025), britischer Musikproduzent
- Roy Ward Baker (1916–2010), britischer Filmregisseur und -Produzent
- Russ Baker (* 1958), US-amerikanischer Autor und Investigativjournalist
- Russell Baker (1925–2019), US-amerikanischer Journalist, Humorist

### S
- Sala Baker (* 1976), neuseeländischer Schauspieler
- Sam Baker (Schauspieler) (1907–1982), US-amerikanischer Schauspieler
- Sam Baker (Footballspieler, 1930) (Loris Hoskins Baker; 1930–2007), US-amerikanischer American-Football-Spieler
- Sam Baker (Journalistin) (* 1966), britische Journalistin
- Sam Baker (Footballspieler, 1985) (Samuel David Baker; * 1985), US-amerikanischer American-Football-Spieler
- Sam Aaron Baker (Samuel Aaron Baker; 1874–1933), US-amerikanischer Politiker
- Sami al-Baker (* 1971), saudi-arabischer Fechter
- Samuel White Baker (1821–1893), englischer Afrikaforscher
- Sammy Baker (1997–2020), deutscher Fitness-Influencer und Mental-Health Coach
- Sara Josephine Baker (1873–1945), US-amerikanische Ärztin
- Sarah Baker, kanadische Schauspielerin
- Scott Baker (* 1947), US-amerikanischer Autor von Science-Fiction, Fantasy und Horrorliteratur
- Sean Baker (Schauspieler), Schauspieler
- Sean Baker (Regisseur) (* 1971), US-amerikanischer Regisseur, Drehbuchautor, Kameramann und Produzent
- Sean Baker (Footballspieler) (* 1988), US-amerikanischer American-Football-Spieler
- Sharisse Baker-Bernard, US-amerikanische Schauspielerin
- Shaun Baker, britischer DJ
- Shirley Baker (1932–2014), britische Fotografin
- Shirley Waldemar Baker (1836–1903), englischer Missionar und Politiker
- Shorty Baker (1914–1966), US-amerikanischer Trompeter, siehe Harold Baker
- Simon Baker (Leichtathlet) (* 1958), australischer Geher
- Simon Baker (* 1969), australischer Schauspieler
- Simon Baker (Squashspieler) (* 1973), australisch-deutscher Squashspieler
- Stanley Baker (1928–1976), britischer Schauspieler
- Stephen Baker (Politiker, 1819) (1819–1875), US-amerikanischer Politiker (New York)
- Stephen Baker (Autor) (1921–2004), britischer Autor österreichischer Herkunft
- Stephen Baker (Politiker, 1946) (* 1946), australischer Politiker
- Stephen Baker (Footballspieler) (* 1964), US-amerikanischer American-Football-Spieler
- Stephen Baker (Spieleautor), britischer Spieleautor
- Steve Baker (Rennfahrer) (* 1952), US-amerikanischer Motorradrennfahrer
- Steve Baker (Musiker) (* 1953), britischer Bluesmusiker
- Steve Baker (Eishockeyspieler) (* 1957), US-amerikanischer Eishockeytorwart
- Steve Baker (Fußballspieler, 1962) (* 1962), englischer Fußballspieler
- Steve Baker (Fußballspieler, 1978) (* 1978), englischer Fußballspieler
- Steve Baker (Politiker) (* 1971), britischer Politiker
- Susan Baker (* 1946), deutsche Tänzerin und Choreografin
- Suzanne Baker (* 1939), australische Filmproduzentin und Journalistin

### T
- Terry Baker (* 1941), US-amerikanischer American-Football-Spieler und Basketballspieler
- Thane Baker (Walter Thane Baker; * 1931), US-amerikanischer Sprinter
- Theodore Baker (1851–1934), US-amerikanischer Musikwissenschaftler, Übersetzer und Lexikograf
- Thomas A. Baker (* 1935), pensionierter Generalleutnant der US Air Force
- Thomas Durand Baker (1837–1893), britischer Generalleutnant
- Tom Baker (Politiker) (um 1932–2015), kanadischer Politiker
- Tom Baker (* 1934), britischer Schauspieler und Komödiant
- Tom Baker (Musiker) (1952–2001), australisch-US-amerikanischer Jazzmusiker
- Tonisha Baker (* 1990), US-amerikanische Basketballspielerin
- Tony Baker (* 1964), US-amerikanischer American-Football-Spieler
- Torvoris Baker (* 1983), US-amerikanischer Basketballspieler
- Troy Baker (* 1976), US-amerikanischer Synchronsprecher und Musiker

### V
- Valentine Baker (Baker Pascha; 1827–1887), britischer Offizier und osmanisch-ägyptischer General
- Vanessa Baker (* 1974), australische Wasserspringerin
- Victor R. Baker (* 1945), US-amerikanischer Geologe und Hochschullehrer
- Vin Baker (* 1971), US-amerikanischer Basketballspieler
- Vivian Baker (Maskenbildnerin), US-amerikanische Emmy-Gewinnerin 2009
- Vivian Baker, Pseudonym von Jürgen Duensing (* 1941), Autor von Heftromanen

### W
- Wade Baker (* 1988), US-amerikanischer Schauspieler
- Walter C. Baker (1868–1955), amerikanischer Ingenieur und Unternehmensgründer, siehe Baker Motor Vehicle Company
- Walter David Baker (1930–1983), kanadischer Politiker
- Walter Ransom Gail Baker (1892–1960), US-amerikanischer Elektroingenieur
- Walter Thane Baker (* 1931), US-amerikanischer Leichtathlet, siehe Thane Baker
- Wayne Baker (* 1941), US-amerikanischer Unternehmer und Autorennfahrer
- Wendy Baker (* 1964), kanadische Hockeyspielerin
- William Baker (Geschäftsmann) (1705–1770), britischer Geschäftsmann und Politiker
- William Baker (Architekt) (1705–1771), englischer Architekt
- William Baker (Ingenieur) (1817–1878), britischer Eisenbahningenieur
- William Baker (Politiker) (1831–1910), US-amerikanischer Politiker
- William Baker (Designer) (* 1973), englischer Designer, Stylist, Autor und Theaterdirektor
- William Benjamin Baker (1840–1911), US-amerikanischer Politiker
- William Bliss Baker (1859–1886), US-amerikanischer Maler
- William Eli Baker (1873–1954), US-amerikanischer Jurist und Richter
- William F. Baker (* 1953), US-amerikanischer Ingenieur
- William H. Baker (1827–1911), US-amerikanischer Politiker
- William J. Baker (* 1972), britischer Botaniker
- William O. Baker (1915–2005), US-amerikanischer Wissenschaftsunternehmer
- William P. Baker (* 1940), US-amerikanischer Politiker
- William R. Baker (1820–1890), US-amerikanischer Politiker
- Wilson Baker (1900–2002), britischer Chemiker und Hochschullehrer
- Woolford Bales Baker (1892–1993), US-amerikanischer Biologe

### Y
- Yazmeen Acikgoez-Baker (* 1979), deutsche Schauspielerin
- Yvette Baker (* 1968), britische Orientierungsläuferin

### Z
- Zene Baker (* 1968), US-amerikanischer Filmeditor
- Zoe Baker (* 1976), britisch-neuseeländische Schwimmerin